# Albert Janesch
Albert Janesch (* 12. Juni 1889 in Wien; † 10. Mai 1973 ebenda) war ein österreichischer Porträt- und Genremaler.

## Leben
Janesch studierte in den Jahren von 1904 bis 1912 an der Wiener Akademie der bildenden Künste, seine Lehrer waren Siegmund L’Allemand und Franz Rumpler.
Während des Ersten Weltkriegs wurde Janesch am 20. Oktober 1915 als Kriegsmaler in die Kunstgruppe des k.u.k. Kriegspressequartiers aufgenommen. Er arbeitete zunächst in Belgrad, dann Triest und in weiterer Folge, bis Herbst 1916, an verschiedenen Abschnitten der Isonzofront. Von Dezember 1917 bis Juni 1918 war er an der türkischen Front. 1916 erhielt er den 1. Preis der Kriegerdenkmalkonkurrenz. Er wurde bis November 1918 in den Standeslisten des Kriegspressequartiers geführt.
Während des Zweiten Weltkriegs war Janesch abermals als Kriegsmaler eingesetzt, arbeitete an der Süd- und Westküste Frankreichs, in Russland und Griechenland. In einem Brief an den Hauptschriftleiter der NSDAP-Zeitschrift Der Hoheitsträger erläuterte er 1941 seinen Gemäldeentwurf Der illegale Kämpfer und berichtet detailliert, was ihn 1932 bewog, einen Aufnahmeantrag in die NSDAP zu stellen ("die Reinigung des Wiener Kunstlebens vom jüdischen und freimaurerischen Geist"). De facto trat er erst zum 18. Februar 1933 der Partei bei (Mitgliedsnummer 1.600.275). Janesch war u. a. 1937, 1938, 1940 und 1941 auf der Großen Deutschen Kunstausstellung in München vertreten. Er zeigte dort vor allem Bilder mit Kriegsszenen der Wehrmacht und 1941 Porträts der Nazi-Militärführer Karl Eibl und Friedrich Siebert. Zwei der Bilder wurden von Hitler erworben. 
Nach dem Krieg erhielt Janesch den Auftrag, den „Eisensaal“ der neu errichteten Artilleriehalle (Arsenal Objekt 2) des Heeresgeschichtlichen Museums zu freskieren. So führte er 1952/53 das Fresko „Die Artillerie Kaiser Maximilians I.“ aus, wobei ihm ein Gemälde Jörg Kölderers als Vorlage diente. Die Fresken waren am 25. März 1954 vollendet.

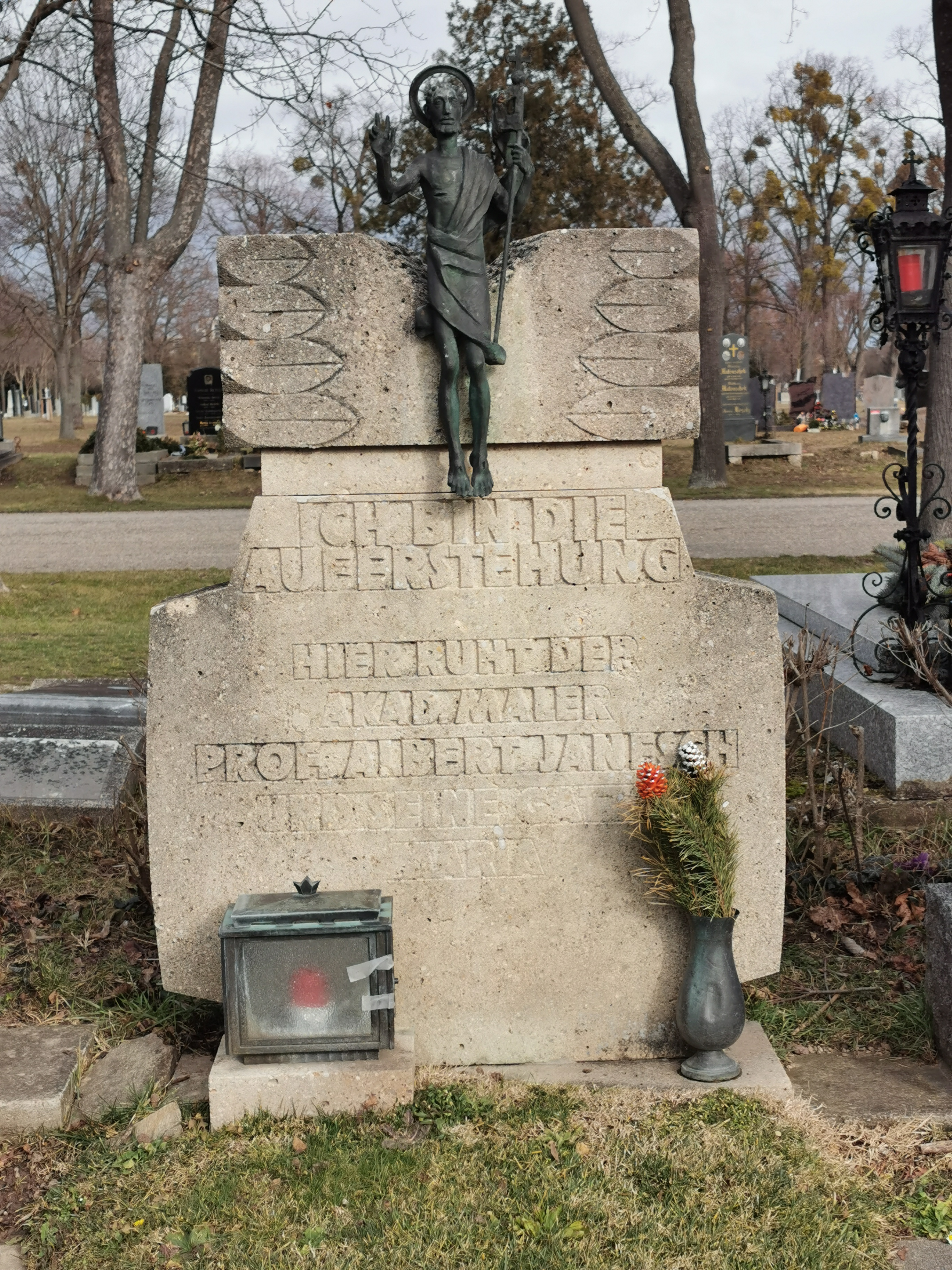
Grabstätte

Janesch ist auf dem Wiener Zentralfriedhof trotz seiner nazistischen Vergangenheit in der Ehrengrabgruppe bestattet.

## Werke (Auswahl)
- Italienisches Flugzeug über dem Hafen von Triest, 1915, Schwarze Kreide auf Zeichenkarton, 48,6 × 70 cm (Heeresgeschichtliches Museum Wien)
- Porträt Otto Ender, 1951, Öl auf Leinwand, 78,5 × 58,5 cm, Heeresgeschichtliches Museum Wien
- Bahnhof Charkow, 1943, Aquarell auf Papier, 60,5 × 75 cm, Heeresgeschichtliches Museum Wien
- Feldlazarett in Ossinovskoje, 1942, Aquarell auf Papier, 52 × 68 cm, Heeresgeschichtliches Museum Wien